# Van Dinther
Van Dinther is de naam van een Nederlands adellijk geslacht dat vernoemd is naar het Noord-Brabantse dorp Dinther en waarvan de eerste vermelding teruggaat tot 1196.
In 1196 schonk ene Albert van Dinther (ook bekend als Albert van Heeswijk) de uithof Bernheze aan de Abdij van Berne.
Andere bekende leden van dit geslacht zijn onder meer:
- Johanna van Dinther, trouwde omstreeks 1320 met Lodewijk III Berthout van Berlaer, heer van Helmond
- Nicolaas van Dinther Colen van Dinther (geboren 1310), zoon van Dirk van Dinther en Agnes van Wolfswinkel. Van moederszijde erfde hij de heerlijkheid Wolfswinkel
- Emond van Dinther (1370-1449), secretaris van de hertogen van Brabant en Bourgondië
- Roelof van Dinther, nam deel aan de Slag bij Baesweiler in dienst van de hertogen van Brabant en Luxemburg. Hij werd gevangengenomen en kwam weer vrij en kreeg een schadevergoeding van de hertogen waarvoor hij diende
- Hildegonde van Dinther, vermeld in 1444 als abdis van de Abdij van Binderen
- Ambrosius van Dinther kreeg in 1440 de plaatsen Wechelderzande, Gierle en Lille te leen. Te Wechelderzande bevond zich de laathof Hof d'Intere, naar Van Dinther genoemd. Het in 1649 gebouwde kasteel op die plaats nam deze naam over
- Jasper van Dinther, kanunnik te Oirschot omstreeks 1500
- Pieter-Adam Van Dinter (1808-1887), orgelbouwer te Tienen en Maaseik
- Wil van Dinther (1917-1997), tekenaar

Hoewel het geslacht in de middeleeuwen vele aanzienlijken voortbracht en in tal van documenten wordt vermeld, is het sindsdien uitgewaaierd over een groot aantal plaatsen en hebben leden de meest uiteenlopende beroepen uitgeoefend.